# Chemistry of Materials
Chemistry of Materials (abrégé en Chem. Mater.) est une revue scientifique bimensuelle à comité de lecture qui publie des articles de recherches originales à l'interface de la chimie du génie chimique et de la science des matériaux.
D'après le Journal Citation Reports, le facteur d'impact de ce journal était de 8,354 en 2014. L'actuel directeur de publication est Leonard V. Interrante (Rensselaer Polytechnic Institute, États-Unis).